# شريط كاسبري

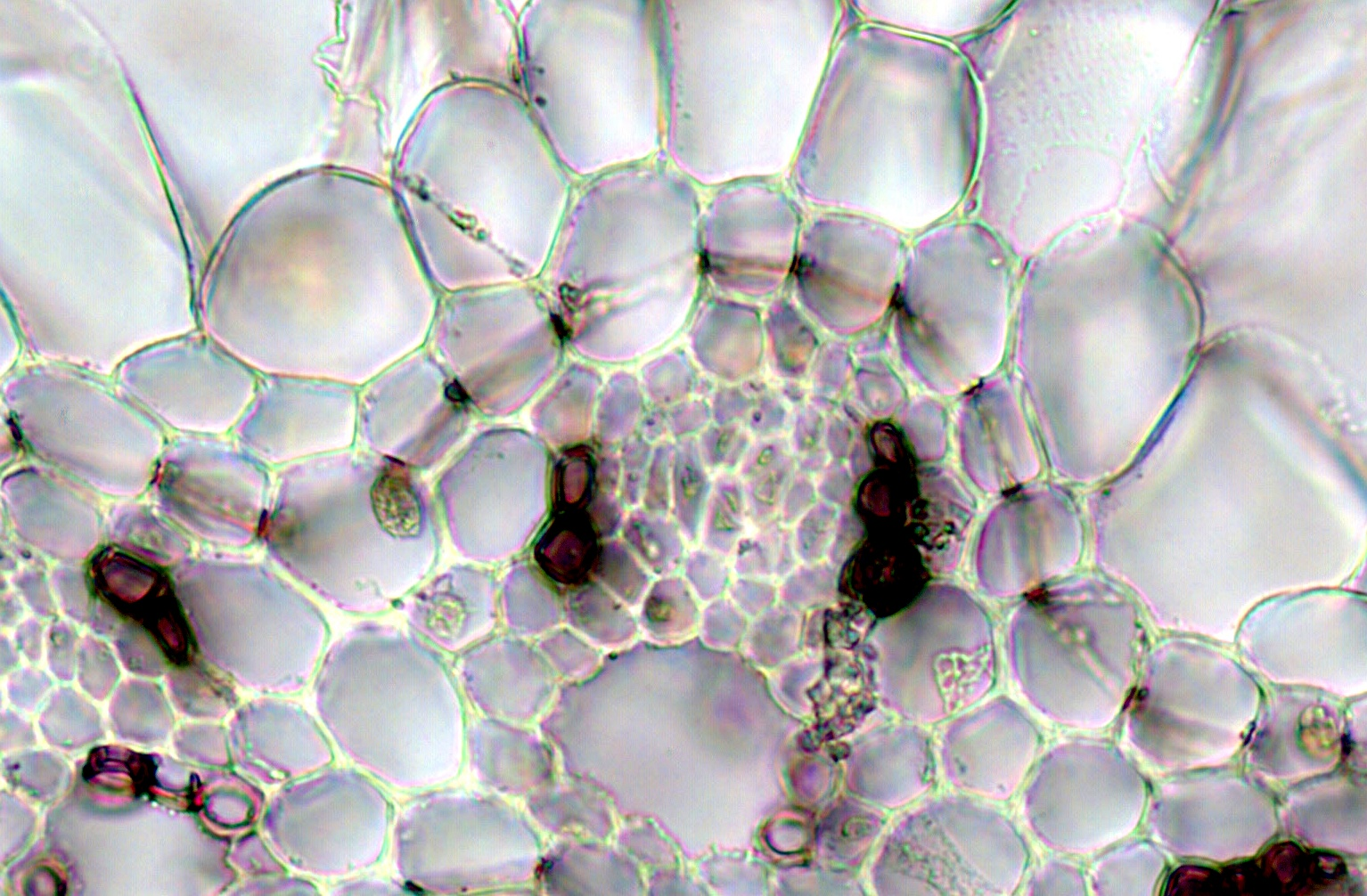
البشرة الداخلية في شريط كاسبري (في نبات الكنباث العملاق).

في علم تشريح النبات، شريط كاسبري أو شريط كاسبريان (بالإنجليزية: Casparian strip)‏، عبارة عن شريط يوجد في النباتات الوعائية يتكون كيميائياً من السوبرين وسمي شريط كاسبري بهذا الاسم نسبةً إلى العالم الذي اكتشفه روبرت كاسبري. يتواجد تحديداً في منطقة البشرة الداخلية المسؤولة عن تنظيم حركة مرور الماء و الأملاح إلى الأسطوانة الوعائية. يبدأ عمل شريط كاسبري عندما تقوم النبتة بامتصاص الماء والأملاح حيث تمر هذه المواد عبر النسيج النباتي إلى الخشب لكن قبل وصولها إليه يقوم هذا الشريط بعملية تنظيم مرور الماء. ويعمل ممراً انتخابياً كما يعمل على منع عودة الماء والأملاح من الأسطوانة الوعائية إلى القشرة ويستلزم دخول الماء والأملاح أوعية الخشب والقصيبات، تنقلها من الممر الخلوي إلى الممر خارج خلوي ويتم ذلك بعملتي الانتشار والنقل النشط.